# Wolochiw Jar
Wolochiw Jar (ukrainisch Волохів Яр; russisch Волохов Яр Wolochow Jar) ist ein Dorf in der ukrainischen Oblast Charkiw mit etwa 1400 Einwohnern (2001).

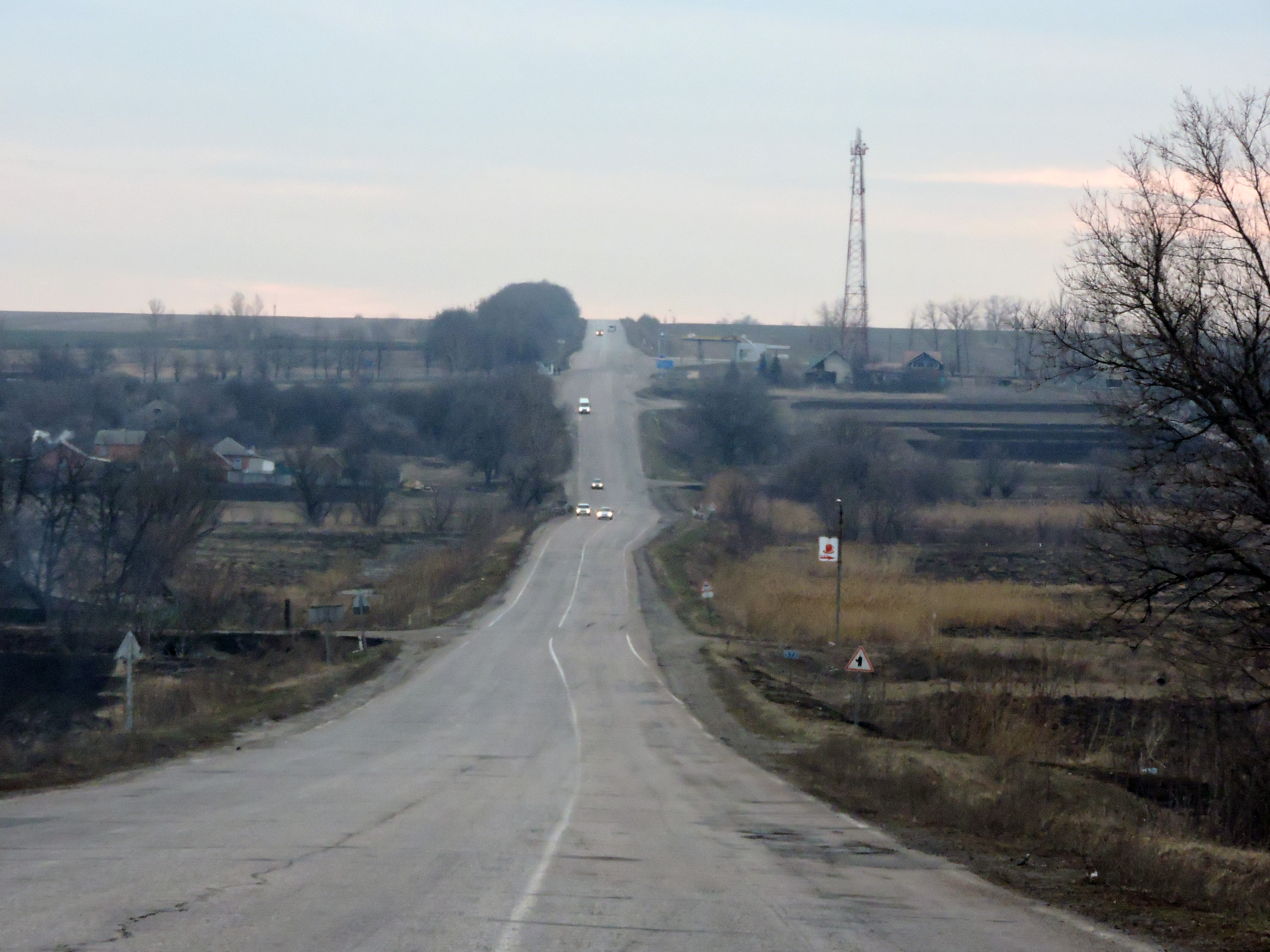
Wolochiw Jar an der Kreuzung M 03/ T–21–10

Die Ortschaft liegt auf einer Höhe von 96 m am Ufer der Serednja Balaklijka (Середня Балаклійка), einem 40 km langen, rechten Nebenfluss des Donez-Zuflusses Balaklijka, 35 km südöstlich vom ehemaligen Rajonzentrum Tschuhujiw und 75 km südöstlich vom Oblastzentrum Charkiw.
Das 1750 in der Sloboda-Ukraine gegründete Dorf besaß 1971 eine Einwohnerzahl von 2508 Menschen.

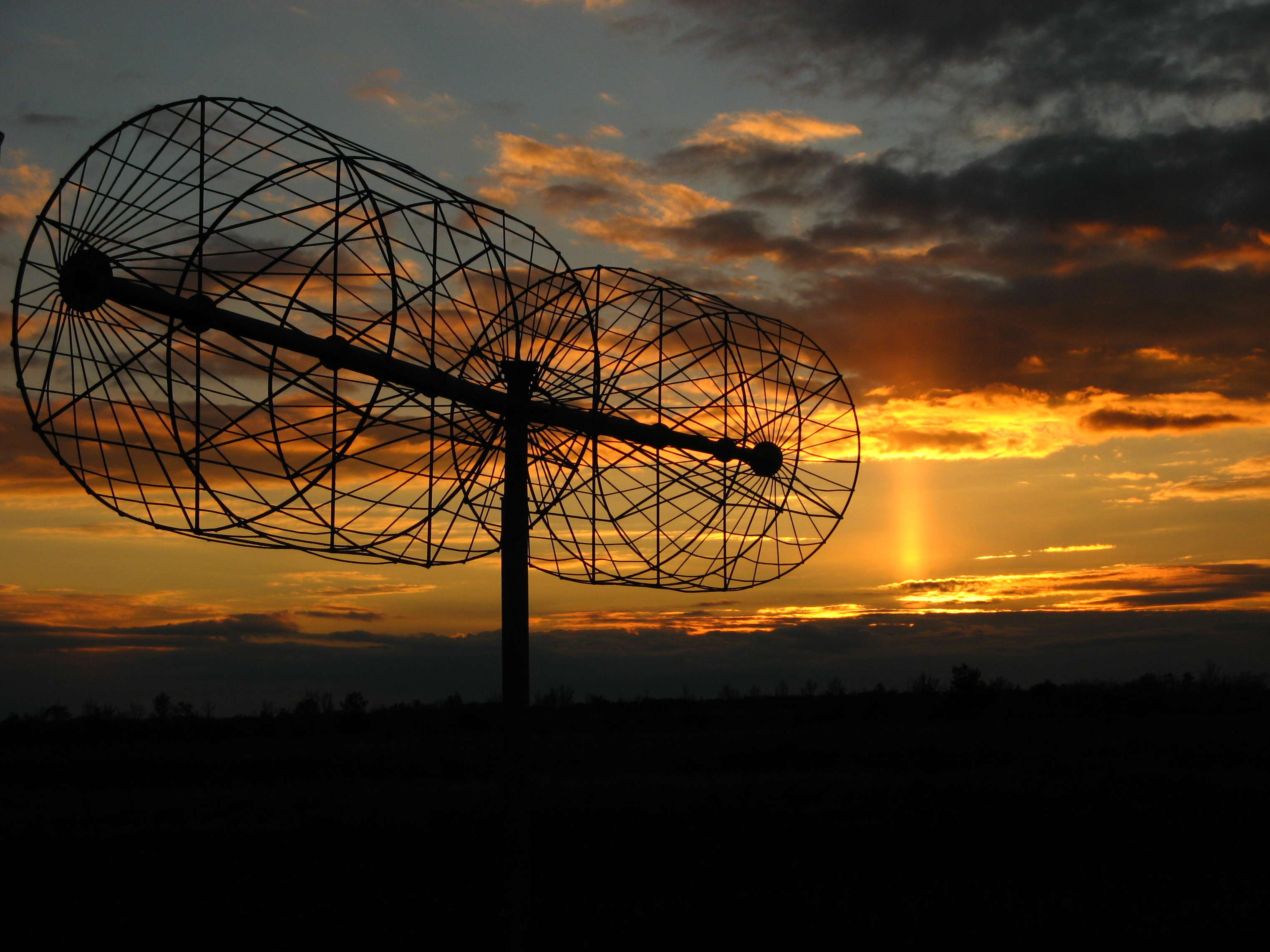
Blick auf eine der Antennen des UTR-2-Radioteleskops bei Wolochiw Jar

Bei Wolochiw Jar kreuzt sich die Fernstraße M 03/ E 40 mit der Territorialstraße T–21–10. Wenig nordwestlich vom Dorf befindet sich mit dem UTR-2 (Ukrainian T-shaped radio telescope, second modification) das größte Kurzwellenradioteleskop der Welt.
Am 12. Juni 2020 wurde das Dorf ein Teil der Stadtgemeinde Balaklija im Rajon Balaklija; bis dahin bildete es die Landratsgemeinde Wolochiw Jar (Волохово-Ярська сільська рада/Wolochowo-Jarska silska rada) im Südosten des Rajons Tschuhujiw.
Am 17. Juli 2020 wurde der Ort ein Teil des Rajons Isjum.